# آیزینگن (بایرن)
آیزینگن (به آلمانی: Eisingen) یک شهر در آلمان است که در Würzburg واقع شده‌است.